# چهار شب یک رؤیابین
چهار شب یک رویابین (فرانسوی: Quatre nuits d'un rêveur‎) فیلمی درام به کارگردانی روبر برسون است که در سال ۱۹۷۱ منتشر شد. این فیلم همانند بسیاری فیلم‌های دیگر از کشورهای مختلف، کمابیش بر اساس داستان «شب‌های روشن» نوشته فیودور داستایفسکی ساخته شده است.